# Rue Stanislas-Girardin
La rue Stanislas-Girardin est une voie publique du quartier Pasteur-Madeleine de la partie ouest de la commune française de Rouen. Son nom témoigne le souvenir d'un magistrat local.

## Situation et accès
Longue de 1 200 mètres, elle est située rive droite, elle a pour tenant la rue du Renard et pour aboutissant le boulevard des Belges. Cette voie est en sens unique d'est en ouest, jusqu'au croisement avec la rue du Framboisier.
Rues adjacentes
- Rue Saint-Filleul
- Rue du Framboisier
- Rue du Chouquet
- Rue de Tanger
- Rue Jean-Ango
- Rue Achille-Flaubert
- Rue de Lecat
- Rue de Buffon

## Origine du nom
Elle tient sa dénomination de Louis Stanislas de Girardin (1762-1827), préfet de la Seine-Inférieure (1812-1815), député de la Seine-Inférieure (1829-1827) et général de l'armée française.

## Historique
Cette rue a été ouverte en 1823 à l'emplacement de l'ancienne « rue de la Corderie », que l'on voit sur le plan de 1813 avant de prendre, sous la Seconde Restauration le nom de « rue Caroline », avant de prendre sa dénomination actuelle par décision municipale du 3 janvier 1831,. À la suite d'une délibération du conseil municipal du 1er août 1833, la rue est prolongée à son extrémité ouest, auparavant marquée par son intersection avec la rue de Lecat, jusqu'à la rue du Renard. À cette époque, elle croise la rue du Pré-de-la-Bataille.
Le no 50 a servi d'hôpital militaire (hôpital Saint-Georges) pendant la Première Guerre mondiale. Il est occupé actuellement par une résidence Adoma.
Elle est endommagée par des bombardements le 19 avril 1944, le 2 juin et le 27 août 1944.

## Bâtiments remarquables et lieux de mémoire
- no 6 : hôtel Levavasseur, inscrits au titre des monuments historiques par arrêté du 11 octobre 1971[9].
- no 62-64 : maison due à l'architecte Charles Fleury vers 1860[10]